# SAMAK
Il SAMAK, Comitato di Cooperazione Nordico del Movimento Operaio (in danese Arbejderbevægelsens nordiske samarbejdskommitté, in finlandese Pohjoismaiden työläisliikkeen yhteistyökomitea, in norvegese bokmål Arbeiderbevegelsens nordiske samarbeidskomité, in svedese Arbetarrörelsens nordiska samarbetskommitté) è un'organizzazione internazionale di centro-sinistra, fondata nel 1886, che riunisce i partiti socialdemocratici e i sindacati dei Paesi nordici.
Il compito del SAMAK è quello di sviluppare programmi comuni in settori come la politica europea, il welfare, la politica sociale, i diritti umani, la globalizzazione, e la democrazia.

## Presidenti
La leadership di SAMAK è in rotazione tra le diverse parti:
- Jens Stoltenberg (2005–2011)
- Helle Thorning-Schmidt (2011–2014)
- Stefan Lofven (2014–2016)
- Jonas Gahr Støre (2016–2018)
- Antti Rinne (2018–2021)
- Jonas Gahr Støre (2021–2023)
- Sanna Marin (2023–)

## Membri
Danimarca
- Landsorganisationen i Danmark (Confederazione dei Sindacati Danesi)
- Socialdemocratici

    Fær Øer

     • Partito dell'Uguaglianza

    Groenlandia

     • Siumut

 Islanda
- Alþýðusamband Íslands (Federazione Islandese del Lavoro)
- Alleanza Socialdemocratica

 Finlandia
- Suomen Ammattiliittojen Keskusjärjestö (Organizzazione Centrale dei Sindacati Finlandesi)
- Partito Socialdemocratico Finlandese

    Åland

     • Socialdemocratici delle Åland

 Norvegia
- Landsorganisasjonen i Norge (Confederazione dei Sindacati Norvegesi)
- Partito Laburista Norvegese

 Svezia
- Landsorganisationen i Sverige (Confederazione dei Sindacati Svedesi)
- Partito Socialdemocratico dei Lavoratori di Svezia